# مافیای روسی
جنایت سازمان‌یافته روسیه یا مافیای روسی (روسی: росси́йская ма́фия، آوانگاری rossíyskaya máfiya؛ IPA: [rɐˈsʲijskəjə ˈmafʲɪjə], روسی: ру́сская ма́фия، آوانگاری rússkaya máfiya؛ IPA: [ˈruskəjə ˈmafʲɪjə]) که در غیر این صورت به عنوان براتاوا (روسی: братва́، آوانگاری bratvá؛ IPA: [brɐtˈva]) نیز شناخته می‌شود، اشتراکی از عناصر مختلف جرائم سازمان‌یافته یافته‌است که در اتحاد جماهیر شوروی سابق سرچشمه می‌گیرند. اصطلاح اولیه اوپی‌جی، مخفف گروه جرائم سازمان‌یافته (به انگلیسی: Organized Criminal Group) که P معادل prestupnaya در زبان روسی می‌باشد، برای اشاره به هر یک از گروه‌های مافیایی روسی استفاده می‌شود که رهبری کنونی آن بر عهده ناشناس می‌باشد که گاهی با یک نام خاص اصلاح می‌شود، به عنوان مثال Orekhovskaya OPG. همچنین گاهی مقدار اولیه ترجمه شده و از اوسی‌جی (OCG) استفاده می‌شود.